# Planothidium lanceolatum
Planothidium lanceolatum (syn. Achnanthes lanceolata) – jeden z najbardziej rozprzestrzenionych gatunków okrzemek. Gatunek typowy rodzaju Planothidium.

## Morfologia
Okrywy o kształtach zmiennych w niewielkim zakresie – od eliptycznego po eliptyczno-lancetowaty z szeroko zaokrąglonymi, rzadko szeroko główkowato wyciągniętymi końcami. Długość 6 do ok. 40 μm, szerokość 4,5–10 μm. Tylko jedna z okryw ma rafę, a obie okrywy różnią się ornamentacją. Ramiona rafy są nitkowate, o prostym przebiegu aż po bieguny, a następnie zakrzywione w tę samą stronę. Pole środkowe na okrywie rafowej szeroko poprzecznie-prostokątnie rozszerzone, a pole osiowe wąskie i linearne. Prążki 10–15 w 10 μm, umiarkowanie promieniste, wyglądają na pozbawione punktowania. Na okrywie bezrafowej pole środkowe zwykle jest rozszerzone tylko po jednej stronie. Występuje na niej jednostronnie podkówkowaty znaczek, niewyraźnie okonturowany bez podwójnej łukowatej linii. Pole osiowe linearne lub lancetowate.

## Ekologia
Gatunek kosmopolityczny powszechnie spotykany na całym świecie od strefy równikowej po strefy podbiegunowe. W Polsce ze stałością występowania ponad 40%, obecny we wszystkich typach wód płynących. Występuje w strumieniach i małych rzekach w górach oraz na nizinach dominuje miejscami. Amplituda ekologiczna bardzo szeroka. Spotykana w wodach o mniej więcej obojętnym odczynie po alkaliczne, ale nie kwaśnych, nisko- i wysokozmineralizowane, oligotroficzne po politroficzne wody, aż po strefę β-mezosaprobową. Gatunek w wodach stojących również szeroko rozprzestrzeniony, ale ogólnie z mniejszą stałością niż w wodach płynących, z optimum w ubogich w elektrolity, górskich wodach stojących. W stratyfikowanych jeziorach w wysokich górach i na nizinach raczej rzadki.
W polskim wskaźniku okrzemkowym do oceny rzek (IO) przypisano mu wartość wskaźnika trofii równą 3,3, co oznacza, że preferuje w wodach średnio zanieczyszczone. Ze względu na szeroką amplitudę tolerancji warunków zanieczyszczenia materią organiczną, nie ma przypisanej wartości wskaźnika saprobii. Jest też gatunkiem referencyjnym dla większości typów rzek. W analogicznym wskaźniku dla jezior (IOJ), ma wartość wskaźnika trofii 1,2, a więc bliższą oligotrofii, a wartość referencyjną ma dla jezior twardowodnych.

## Gatunki podobne
Podobne taksony: Planothidium frequentissimum odróżnia się dzięki podwójnej łukowatej linii, która ogranicza podkówkowaty znaczek na okrywie bezrafowej. Planothidium dubium ma mniej lub bardziej dzióbkowato wyciągnięte końce.